# 库尔塔尼翁
库尔塔尼翁（法語：Courtagnon，法語發音：[kuʁtaɲɔ̃]）是法国马恩省的一个市镇，属于兰斯区。

## 地理
库尔塔尼翁（49°8'41"N, 3°56'46"E）面积3.95 平方千米，位于法国大東部大區马恩省，该省份为法国东北部内陆省份，北起阿登省，西北接埃纳省，西南接塞纳-马恩省，南至奥布省，东南接上马恩省，东临默兹省。
与库尔塔尼翁接壤的市镇（或旧市镇、城区）包括：沙姆里、楠特伊拉福雷、塞尔米耶。

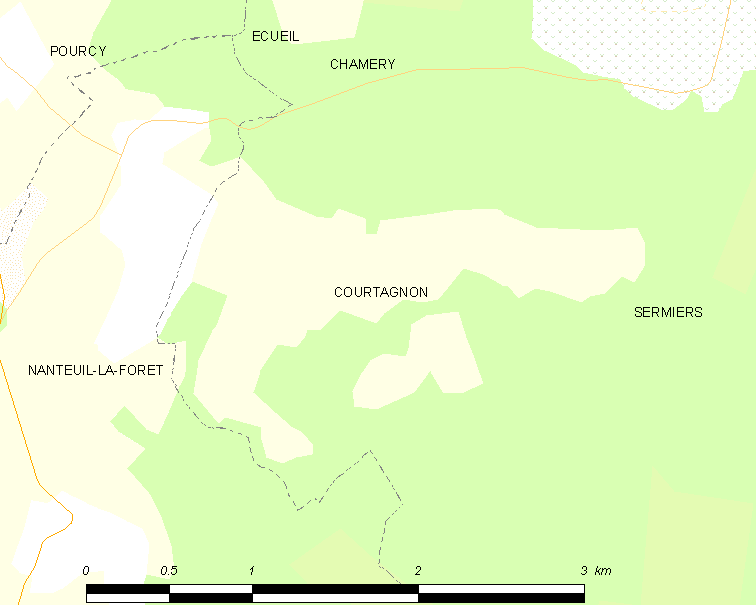
库尔塔尼翁的OSM定位图

库尔塔尼翁的时区为UTC+01:00、UTC+02:00（夏令时）。

## 行政
库尔塔尼翁的邮政编码为51480，INSEE市镇编码为51190。

## 政治
库尔塔尼翁所属的省级选区为菲姆-兰斯山县。

## 人口

1962-2008年间库尔塔尼翁人口变化图示

库尔塔尼翁于2022年1月1日时的人口数量为74人。